# Lambrión chupacandiles
El Lambrión o Llambrión chupacandiles es un nazareno que en la ciudad de Ponferrada, provincia de León, España anuncia la próxima celebración de la Semana Santa.
Una semana antes del comienzo de la Semana Santa en Ponferrada, este nazarero, cuya vestimenta es totalmente negra, recorre en solitario, las calles de la ciudad acompañado de una pequeña campana que hace sonar a su paso anunciando a los fieles la proximidad de la celebración de la Semana Santa.
El Lambrión chupacandiles pertenece a la cofradía de la Hermandad de Jesús Nazareno, la más antigua de la ciudad (data del año 1650).